# In Calabria
In Calabria è un film documentario del 1993 diretto da Vittorio De Seta.
La pellicola giunge a vent'anni dal precedente lavoro di De Seta.

## Trama
Rapporto su una regione del sud Italia, descritta come una terra abitata ancora da chi "vive come all'origine dei tempi" e dove la modernizzazione è stata "la grande speranza delusa". Una terra di allevatori e contadini, solidali tra loro e rispettosi della natura dalla quale dipendevano interamente, con i ritmi legati alle stagioni, dalla semina al raccolto, dal riposo alle feste paesane, che ha subito gli effetti dell'industrializzazione selvaggia, tesa a sviluppare un'economia depressa ma fonte soprattutto di degrado ambientale e disoccupazione, disgregazione morale e culturale, emigrazione e criminalità.
Dalle danze popolari ai racconti trasmessi oralmente di generazione in generazione durante le lunghe ore di lavoro insieme, "tutto un mondo di tradizioni, costumi, dialetti, temperanza, laboriosità, arte, musica, canti è stato travolto di colpo dall'avanzata del mondo dell'industria, tutta una cultura che costituiva la storia stessa dell'uomo è stata negata, condannata" (citazione dal film).
Lo sviluppo tecnologico - si dice nel film - per alleviare la fatica dell'uomo, la ricerca del benessere materiale e del profitto, hanno creato un profondo vuoto spirituale, un diffuso senso di smarrimento. Un progresso basato solo su fattori esterni ha dimenticato che il vero avanzamento si realizza solo con la crescita interiore dell'uomo, con lo sviluppo di una sua concezione morale della vita.

## Accoglienza

### Critica
Girato in 16 mm per la RAI, con un commento (13 minuti complessivi) affidato dalla voce di Riccardo Cucciolla, è una allarmata e sconsolata ricognizione in cui la Calabria non è soltanto "in Calabria", ma un po' dappertutto, intorno ad ognuno di noi.
(Jean-Louis Comolli)